# Kręcko

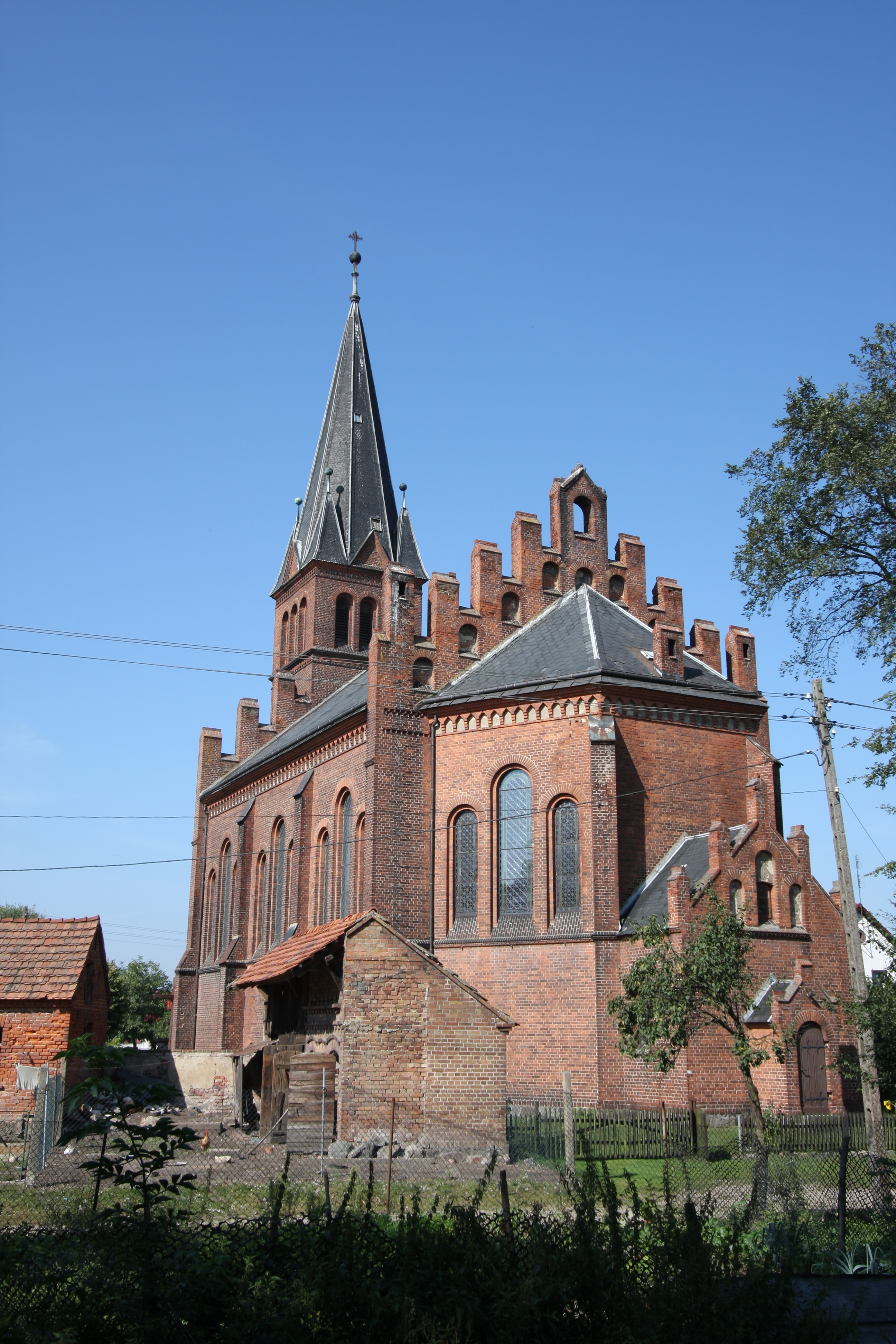
Pfarrkirche Verklärung des Herrn in Kranz

Kręcko (deutsch Kranz) ist ein Dorf in der Gemeinde Zbąszynek im Powiat Świebodziński der polnischen Woiwodschaft Lebus und liegt etwa 5 Kilometer südwestlich von der Stadt Zbąszynek. Das Dorf hat etwa 300 Einwohner.

## Geschichte
Das Dorf Kręcko gehörte zunächst zur Woiwodschaft Posen im Herzogtum Großpolen der polnisch-litauischen Adelsrepublik und gelangte infolge der zweiten Teilung Polens 1793 zum Königreich Preußen. Dabei ordnete man das Dorf dem Kreis Meseritz in der Provinz Südpreußen zu, die aus dem annektierten polnischen Gebiet entstanden war. Im Jahr 1807 wurde das polnische Herzogtum Warschau gegründet und das Dorf in den Kreis Międzyrzecki (deutsch Meseritz) des Departements Posen aufgenommen. Mit dem Wiener Kongress 1815 gelangte das Dorf erneut unter preußische Herrschaft und war bis 1945 Teil des Kreises/Landkreises Meseritz der Provinz Posen/Grenzmark Posen-Westpreußen.
Seither liegt das Dorf Kręcko in der Republik Polen, bis 1970 innerhalb des Powiat Międzyrzecki und anschließend als Teil des Powiat Świebodziński.

## Sehenswürdigkeiten
- Katholische Kirche „Von der Verklärung des Herrn“ (Kręcko Kościół pw. Przemienienia Pańskiego)
Die bis 1945 evangelische Kirche, ein Backsteingebäude im neugotischen Stil, ist im Jahre 1880 nach Entwürfen des Architekten Ludwig von Tiedemann errichtet worden.[5] Der Altar wurde von Holzbildhauer Gustav Kuntzsch, Wernigerode, geschaffen.[6] Die Orgelbauwerkstatt Gebrüder Dinse, Berlin, lieferte die Orgel (Manuale: II/P, Register: 13).[7]

## Söhne und Töchter
- Paul Rostock (1892–1956), deutscher Chirurg und KZ-Arzt